# Pekin Zachodni
Pekin Zachodni (chiń. 北京西站; pinyin Běijīng Xīzhàn) – główna stacja kolejowa w Pekinie, w Chinach. Oddana do użytku w 1996, rozbudowana w 2000.  Jest jedną z największych stacji kolejowych w Azji. Stacja posiada 10 peronów.

## Galeria

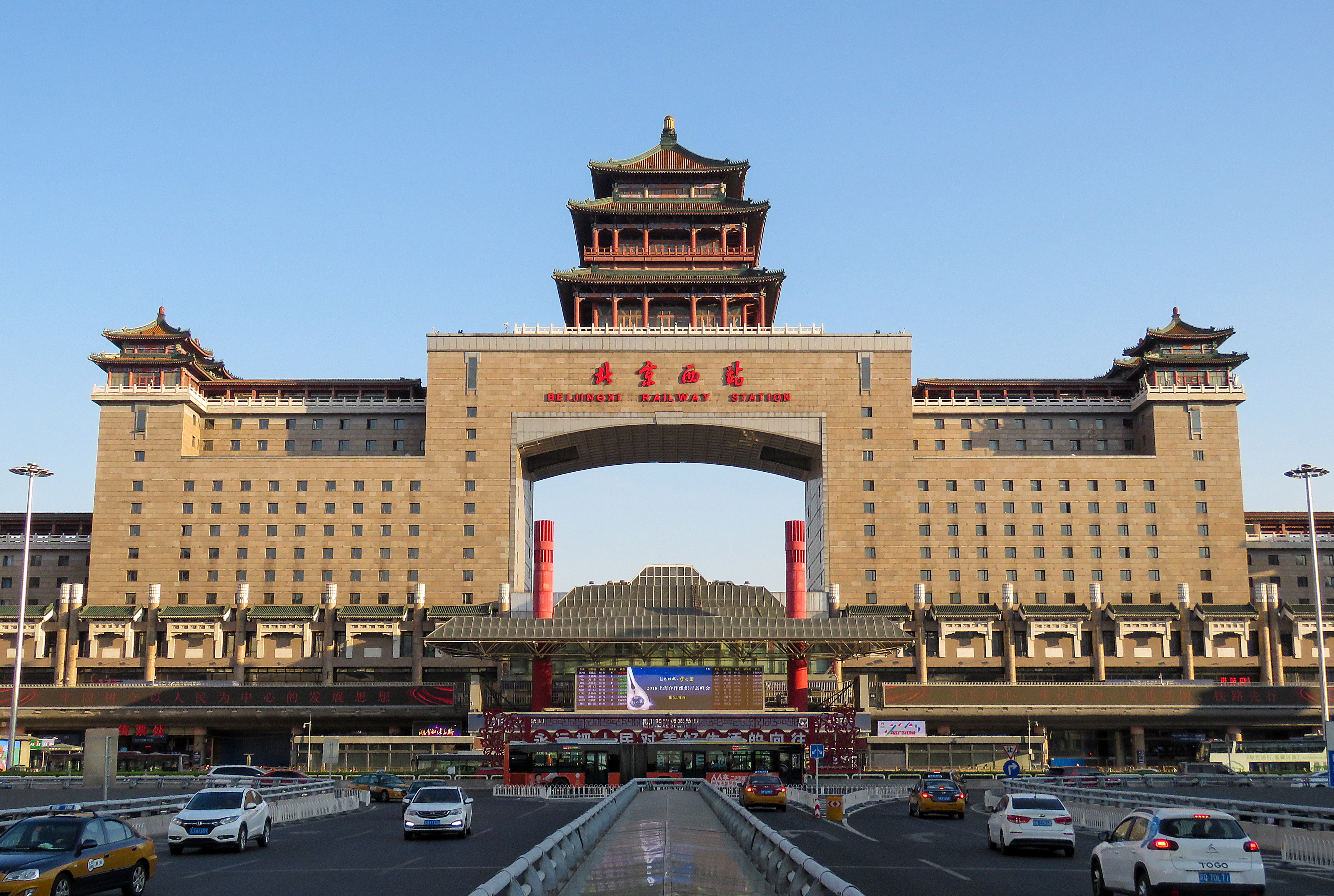
Od przodu
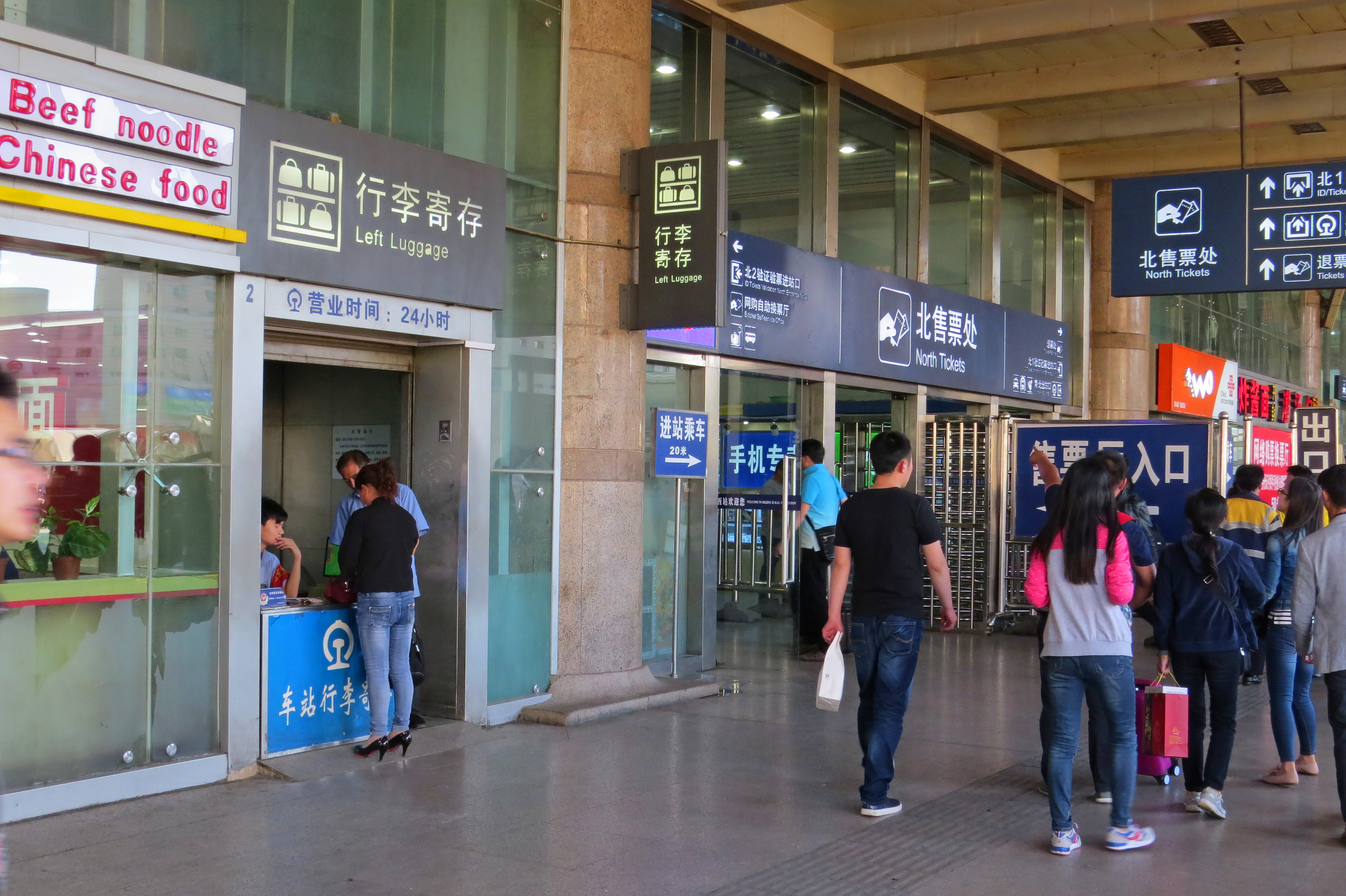
Przechowalnia bagażu
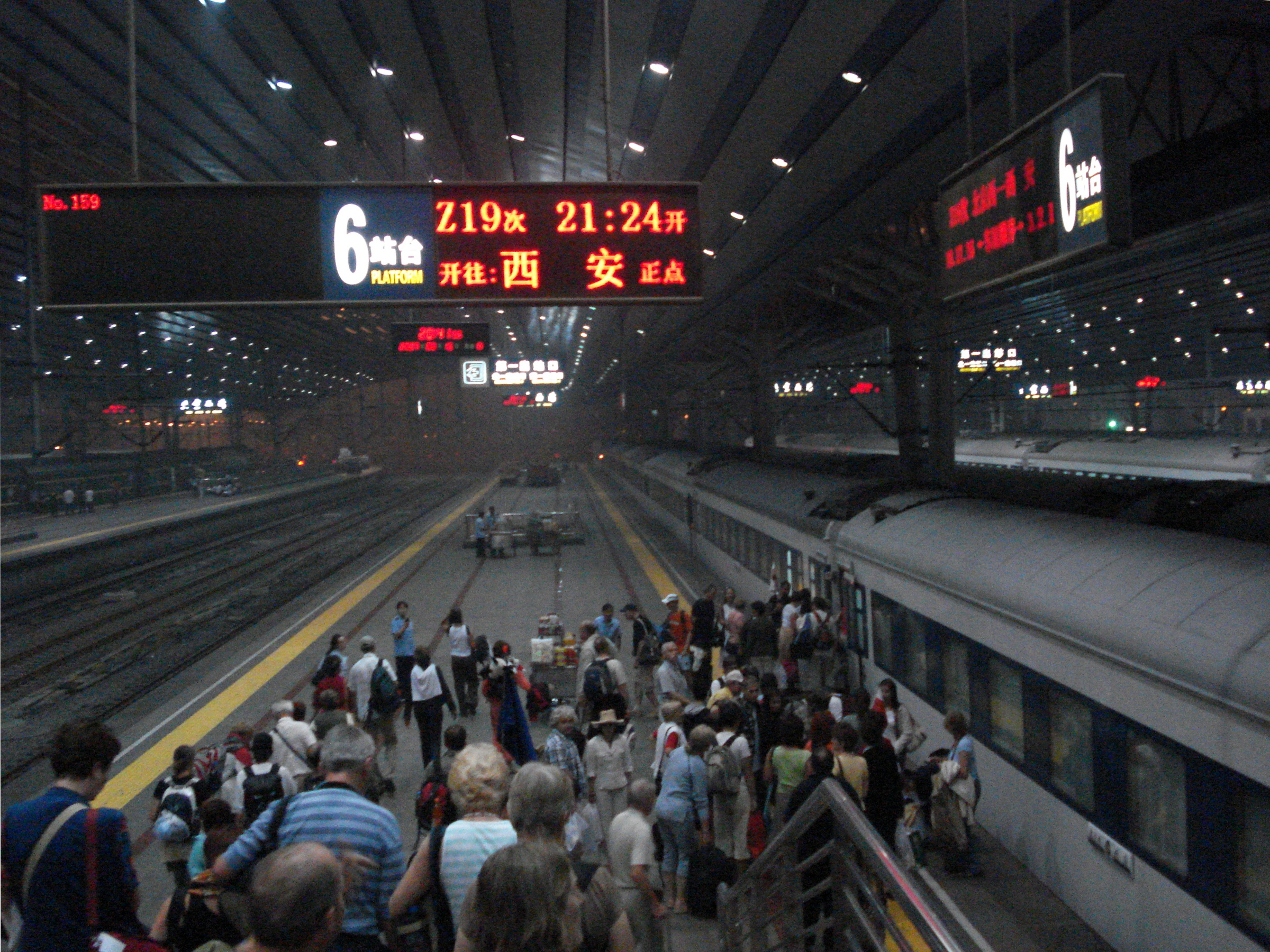
Peron na Dworcu Zachodnim w Pekinie